# Colmenar de Oreja
Colmenar de Oreja település Spanyolországban, Madrid tartományban. Colmenar de Oreja Chinchón, Villaconejos, Valdelaguna, Belmonte de Tajo, Villarejo de Salvanés, Villarrubia de Santiago, Noblejas, Ontígola, Ocaña és Aranjuez községekkel határos. Lakosainak száma 8888 fő (2024).

## Népesség
A település népessége az utóbbi években az alábbiak szerint változott:
| Lakosok száma | 5548 | 6637 | 7656 | 8357 | 8432 | 8409 | 7810 | 8032 | 8462 | 8888 |
|               | 2001 | 2004 | 2007 | 2009 | 2012 | 2014 | 2017 | 2019 | 2022 | 2024 |